# Yusuf Demir
Yusuf Demir (* 2. června 2003 Vídeň) je rakouský profesionální fotbalista, který hraje na pozici křídelníka či ofensivního záložníka za turecký klub Galatasaray SK a za rakouský národní tým.

## Klubová kariéra
Yusuf Demir se narodil 2. června 2003 ve Vídni v Rakousku tureckým rodičům s kořeny v tureckém Trabzonu.

### Rapid Vídeň
Dne 26. května 2019 podepsal Demir svou první profesionální smlouvu s klubem Rapid Vídeň. 14. prosince 2019 Demir debutoval v A-týmu při výhře 3:0 nad Admirou. Demir se poprvé střelecky prosadil 30. srpna 2020, a to v prvním kole ÖFB-Cupu proti TSV St. Johann. 15. září 2020 vstřelil Demir svůj druhý gól ve dresu Rapid Vídeň při svém debutu v evropských pohárech, a to při porážce 1:2 proti Gentu ve třetím předkole Ligy mistrů. O čtyři dny později dal svou první branku i v rakouské nejvyšší soutěži, a to do sítě SK Sturm Graz. V 27. kole Bundesligy proti Tirolu vystřídal v 78. minutě utkání Christopha Knasmüllnera, do konce utkání vstřelil dvě branky a pomohl k výhře 4:0.

### Barcelona
V červenci 2021 odešel Demir do španělské Barcelony na sezónní hostování za částku 500 tisíc euro s opcí na trvalý přestup za 10 milionů euro.
V klubu debutoval 21. srpna 2021, když odehrál poslední půlhodinu ligového utkání proti Athleticu Bilbao. 14. září se v dresu Blaugranas poprvé objevil v utkání evropských pohárů, a to když v 60. minutě utkání základní skupiny Ligy mistrů proti Bayernu Mnichov vystřídal Sergiho Roberta.

## Reprezentační kariéra
Demir byl poprvé nominován do rakouské reprezentace v březnu 2021 na zápasy kvalifikace na Mistrovství světa 2022. Svůj reprezentační debut si odbyl 28. března 2021 při výhře 3:1 nad Faerskými ostrovy.

## Statistiky

### Klubové
K 26. září 2021
| Klub              | Sezóna       | Liga         | Liga | Liga  | Pohár | Pohár | Evropské poháry | Evropské poháry | Ostatní | Ostatní | Celkem | Celkem |
| Klub              | Sezóna       | Division     | Apps | Goals | Apps  | Goals | Apps            | Goals           | Apps    | Goals   | Apps   | Goals  |
| ----------------- | ------------ | ------------ | ---- | ----- | ----- | ----- | --------------- | --------------- | ------- | ------- | ------ | ------ |
| Rapid Vídeň       | 2019/20      | Bundesliga   | 6    | 0     | 0     | 0     | —               | —               | —       | —       | 6      | 0      |
| Rapid Vídeň       | 2020/21      | Bundesliga   | 25   | 6     | 2     | 1     | 5               | 2               | —       | —       | 32     | 9      |
| Rapid Vídeň       | Total        | Total        | 31   | 6     | 2     | 1     | 5               | 2               | —       | —       | 38     | 9      |
| Barcelona (host.) | 2021/22      | La Liga      | 4    | 0     | 0     | 0     | 1               | 0               | 0       | 0       | 5      | 0      |
| Career total      | Career total | Career total | 35   | 6     | 2     | 1     | 6               | 2               | 0       | 0       | 43     | 9      |

### Reprezentační
K 7. září 2021
| Rakousko | Rakousko | Rakousko |
| Rok      | Zápasy   | Góly     |
| -------- | -------- | -------- |
| 2021     | 3        | 0        |
| Celkem   | 3        | 0        |